# Saint-Vincent-d’Olargues
Saint-Vincent-d’Olargues (okzitanisch: Sant Vincenç d’Olargues) ist eine französische Gemeinde mit 354 Einwohnern (Stand: 1. Januar 2022) im Département Hérault in der Region Okzitanien. Sie gehört zum Arrondissement Béziers und zum Kanton Saint-Pons-de-Thomières. Die Einwohner werden Vincentinois genannt.

## Geographie
Die Gemeinde Saint-Vincent-d’Olargues liegt in der Südabdachung der Monts de l’Espinouse im Regionalen Naturpark Haut-Languedoc, etwa 36 Kilometer nordwestlich von Béziers am Fluss Jaur. Umgeben wird Saint-Vincent-d’Olargues von den Nachbargemeinden Fraisse-sur-Agout im Nordwesten und Norden, Saint-Julien im Norden und Nordosten, Olargues im Osten und Südosten sowie Saint-Étienne-d’Albagnan im Süden und Westen.

## Bevölkerungsentwicklung
| Jahr                       | 1962 | 1968 | 1975 | 1982 | 1990 | 1999 | 2006 | 2013 | 2020 |
| Einwohner                  | 438  | 372  | 340  | 335  | 301  | 323  | 318  | 320  | 358  |
| Quellen: Cassini und INSEE |      |      |      |      |      |      |      |      |      |

## Sehenswürdigkeiten
- Kirche Saint-Vincent, 1531 erwähnt
- Kapelle Saint-Martin-des-Œufs, 1634 erwähnt

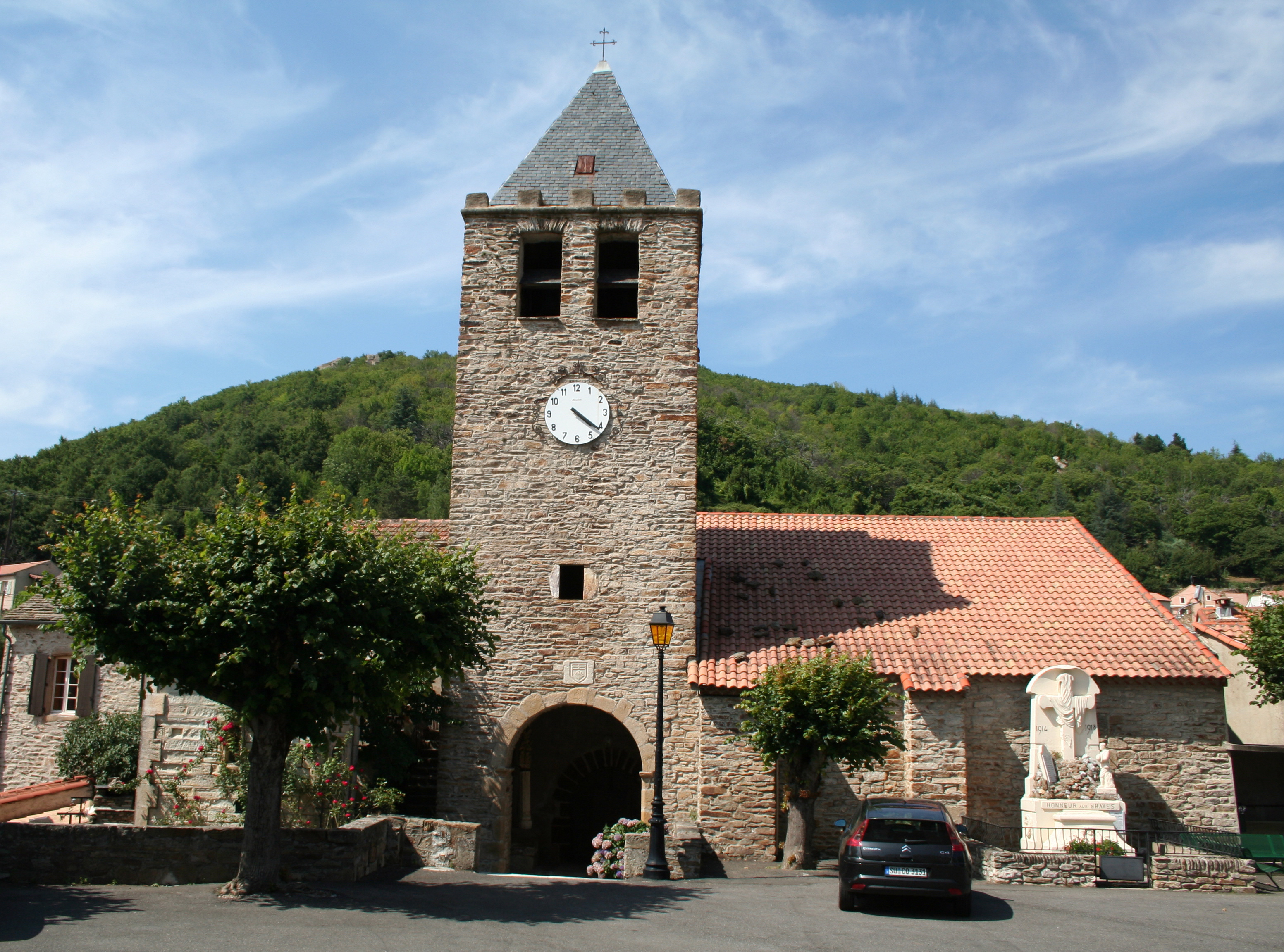
Kirche Saint-Vincent

- romanischer Turm